# Hugh Longbourne Callendar
Hugh Longbourne Callendar (ur. 1863, zm. 1930) – angielski fizyk i inżynier.
Badał zjawiska cieplne i termodynamiki. Zaproponował zastosowanie w pomiarach kalorymetrycznych urządzeń (kalorymetrów), w których naczynia wewnętrzne i zewnętrzne są połączone tak, by spomiędzy nich można było wypompować powietrze.